# Paladilhiopsis blanci
Paladilhiopsis blanci is een slakkensoort uit de familie van de Hydrobiidae. De wetenschappelijke naam van de soort is voor het eerst geldig gepubliceerd in 1886 door Westerlund.